# Mammuthus sungari
Espèce
Mammuthus sungari, parfois appelé mammouth de la rivière Songhua, est une espèce fossile de mammouths contestée, trouvée dans le Nord de la Chine. Elle aurait évolué à partir du Mammouth des steppes sibérien (Mammuthus trogontherii).

## Historique
Mammuthus sungari a été décrit par M. Z. Zhou en 1959.

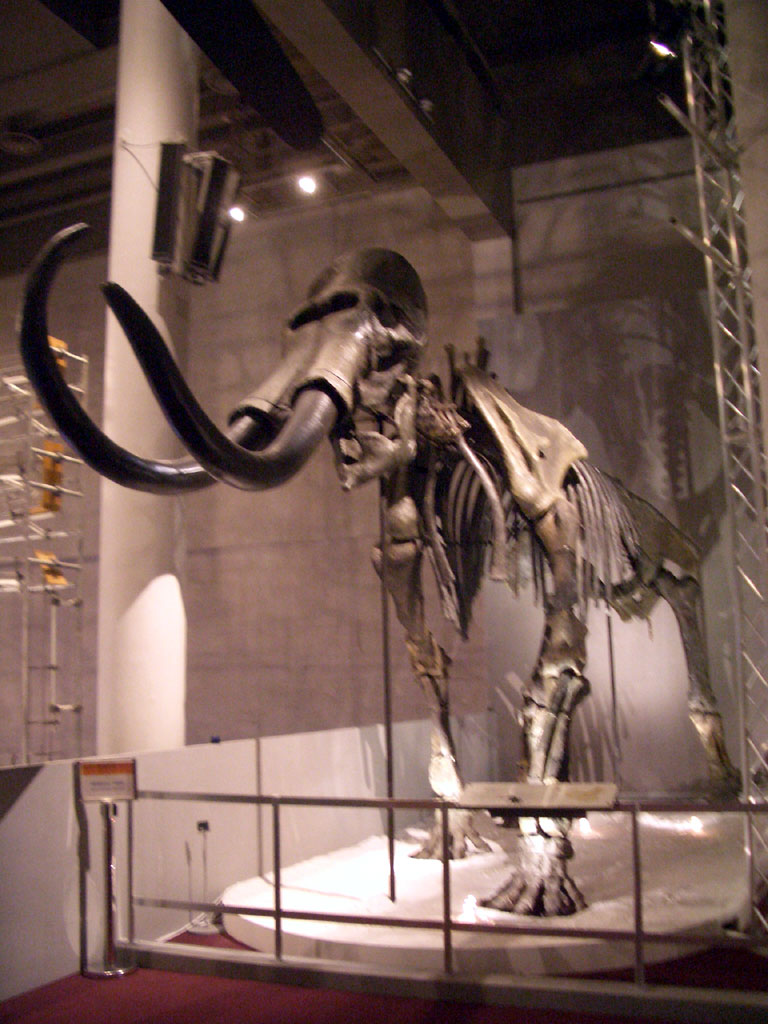
Squelette de mammuthus sungari

## Chronologie
Mammuthus sungari vivait dans le nord de la Chine au Pléistocène moyen et supérieur. Il se serait séparé du Mammouth des steppes il y a environ 280 000 ans.

## Description
Une réplique de fossile exposée au Muséum d'histoire naturelle d'Ibaraki, au Japon, mesure 9,10 m de long, 5,30 m de haut et correspond à un animal d'une masse estimée à 17 tonnes, soit un peu moins que Paraceratherium, le plus grand mammifère terrestre connu.
Le squelette original se trouve au Muséum de Mongolie-Intérieure, en Chine. Il a été obtenu à partir de deux très grands fossiles découverts en 1980 dans la mine de charbon de Zhalainuoer, à Hulunbuir, en Mongolie-Intérieure. Selon cette reconstitution, il s'agirait de la plus grande espèce connue de mammouth.

## Analyse
La validité de cette espèce est contestée. Il pourrait s'agir d'une simple variété régionale du Mammouth des steppes (Mammuthus trogontherii).